# Podoctidae
I Podoctidae sono una famiglia di Opilionidi con circa 130 specie descritte.

## Descrizione
La misura del corpo varia da 2.5 a 5 millimetri, con una zampa lunga da tre ad almeno 30 mm. Anche se molte specie sono marroni o gialle, alcune sono color verde scuro. Le gambe possono essere inanellate di nero o giallo.

## Habitat
La maggior parte delle specie si trova nel sud dell'Asia, ma si possono trovare anche in Africa e sono state introdotte anche a Cuba.

## Origine del Nome
Il nome viene dalle parole del Greco Antico podos "piede" and oktis "colonna vertebrale"